# Мосте (Жировниця)
Мосте (словен. Moste) — поселення в общині Жировниця, Горенський регіон, Словенія. Висота над рівнем моря: 567 м.